# Dysmachus femoratellus
Dysmachus femoratellus là một loài ruồi trong họ Asilidae. Dysmachus femoratellus được Loew miêu tả năm 1871. Loài này phân bố ở vùng Cổ Bắc giới.